# Pułk Gwardii Księcia Henryka

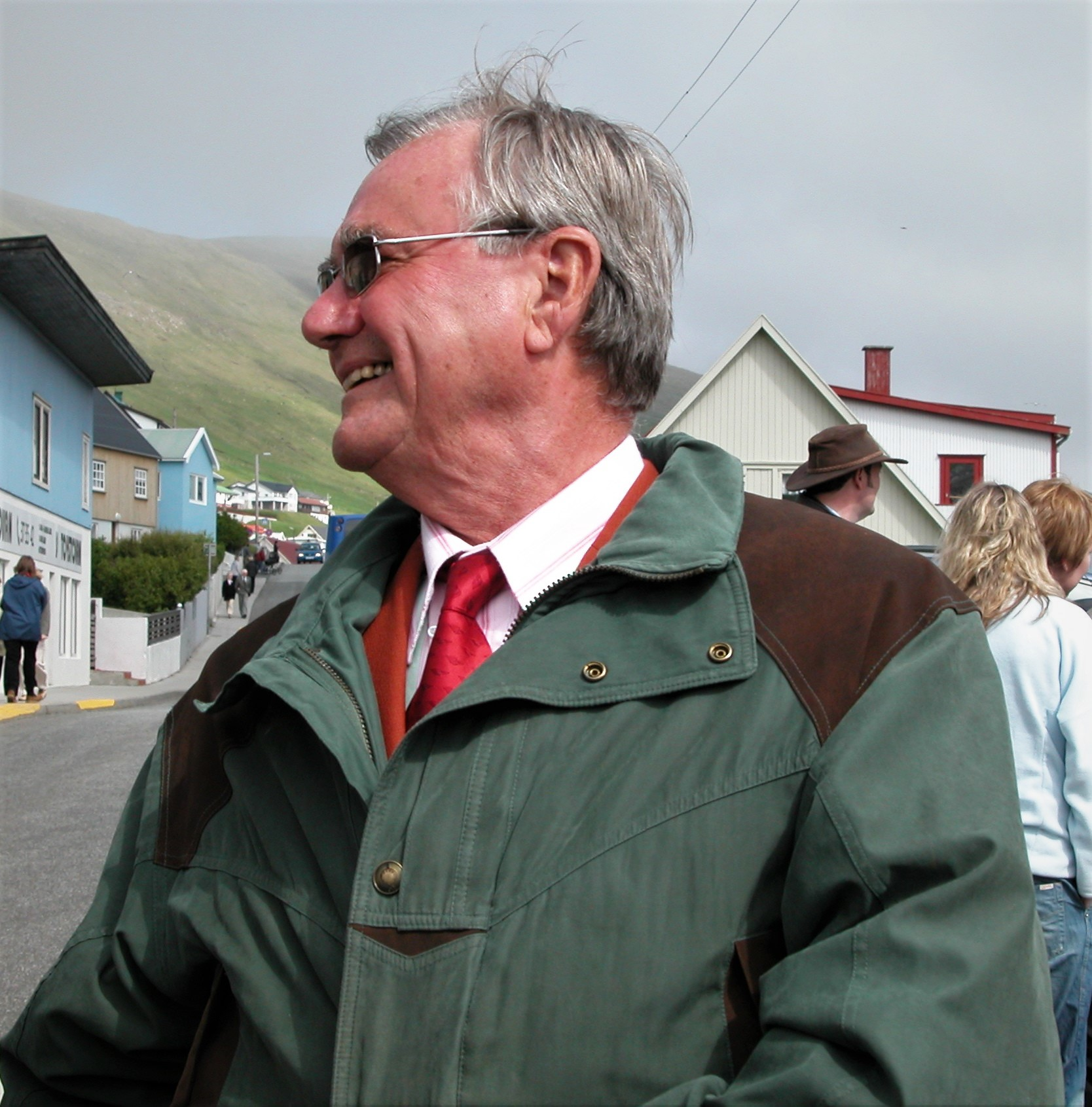
Książę Henryk, patron oddziału

Pułk Gwardii Księcia Henryka – oddział piechoty zmechanizowanej i zmotoryzowanej w składzie duńskich sił zbrojnych. Dowództwu pułku podlega 7 batalionów.

## Skład
- I batalion piechoty zmechanizowanej
- II batalion piechoty zmechanizowanej
- IV batalion piechoty zmechanizowanej
- V batalion piechoty zmechanizowanej
- III batalion piechoty zmotoryzowanej
- VI batalion piechoty zmotoryzowanej
- VII batalion piechoty zmotoryzowanej